# Thomas Jermyn (mort en 1645)
Sir Thomas Jermyn (1573-1645) est un homme politique, courtisan et royaliste anglais qui siège à la Chambre des communes entre 1604 et 1640. 

## Biographie
Il est le fils de Sir Robert Jermyn (en) de Rushbrooke, Suffolk. Il est admis à l'Emmanuel College de Cambridge en 1585. Il est fait chevalier à Rouen, France en 1591 et est devenu chevalier du bain en 1603 . 
En 1604, il est élu député d' Andover et occupe le siège jusqu'en 1611. En 1614, il est élu député du Suffolk. Il a été élu pour Bury St Edmunds aux élections de 1621, 1623, 1625, 1626 et 1628. En 1629, le roi Charles décida de gouverner pendant onze ans sans parlement . 
En avril 1640, Jermyn est réélu député de Bury St Edmunds au Court Parlement. Il est devenu Lord Lieutenant du Suffolk en 1640, et est également contrôleur de la maison entre 1639 et 1641. Il combat en tant que royaliste pendant la guerre civile anglaise et est devenu handicapé à la suite d'une blessure en 1644. Il est décédé un an plus tard à l'âge de 72 ans. 

## Mariage et enfants

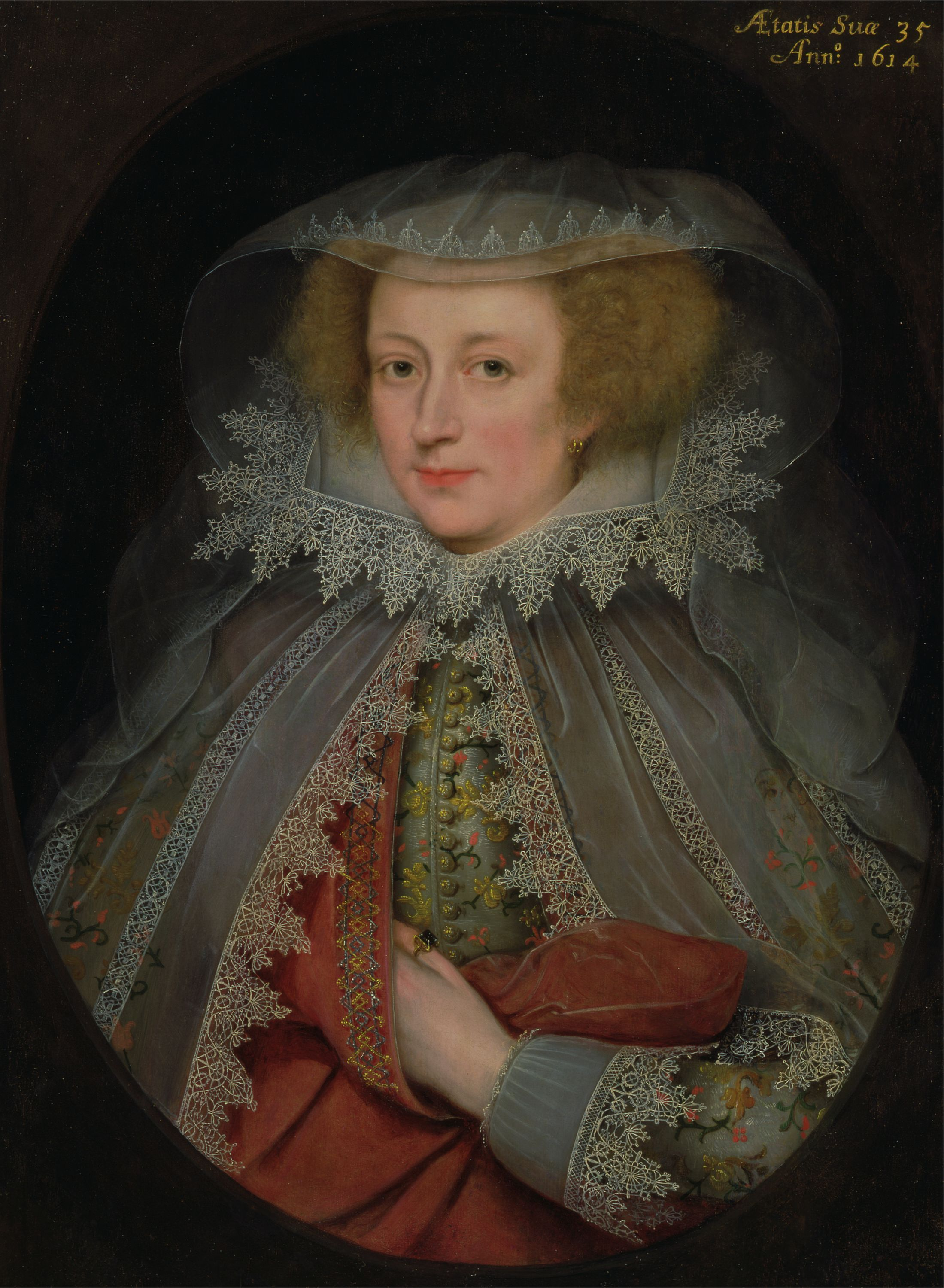
Catherine Killigrew (née en 1579) (Lady Jermyn), à 35 ans, fille de Sir William Killigrew et épouse de Sir Thomas Jermyn (décédé en 1645). 1614 Portrait de Marcus Gheeraerts le Jeune (1561-1636), Yale Center for British Art, Connecticut

Jermyn a épousé Catherine Killigrew (née en 1579), une fille de Sir William Killigrew (décédé en 1622) de Hanworth, Middlesex, courtisan de la reine Elizabeth Ire et du roi Jacques Ier, dont il a été le valet de la Chambre privée. Son portrait de Marcus Gheeraerts le Jeune (1561-1636) subsiste dans la collection du Yale Center for British Art, Connecticut, États-Unis. Par sa femme, il a eu Thomas Jermyn (décédé en 1659), également député de Bury St Edmunds et Henry Jermyn (1er comte de St Albans). 